# 瑙恩霍夫
瑙恩霍夫（德語：Naunhof，發音：[ˈnaʊnhoːf] ⓘ）是德国萨克森州莱比锡县的城市，面积39.72平方千米，2023年12月31日人口为8,811人。